# Södra Ösasjön
Södra Ösasjön är en sjö i Gävle kommun i Gästrikland och ingår i Hamrångeån-Testeboåns kustområde. Sjön har en area på 0,227 kvadratkilometer och ligger 16,2 meter över havet.

## Delavrinningsområde
Södra Ösasjön ingår i det delavrinningsområde (674316-157462) som SMHI kallar för Mynnar i Trödjeån. Medelhöjden är 23 meter över havet och ytan är 6,86 kvadratkilometer. Det finns inga avrinningsområden uppströms utan avrinningsområdet är högsta punkten. Vattendraget som avvattnar avrinningsområdet har biflödesordning 2, vilket innebär att vattnet flödar genom totalt 2 vattendrag innan det når havet efter 5,5 kilometer. Avrinningsområdet består mestadels av skog (83 procent). Avrinningsområdet har 0,35 kvadratkilometer vattenytor vilket ger det en sjöprocent på 5,1 procent.